# Wilhelm Kuhweide
Wilhelm Kuhweide (Berlino, 6 gennaio 1943) è un ex velista tedesco.

## Palmarès

### Olimpiadi
- 2 medaglie:
  - 1 oro (Tokyo 1964 nella classe Finn[1])
  - 1 bronzo (Monaco di Baviera 1972 nella classe Star[2])

### Mondiali
- 1 medaglia:
  - 1 oro (Caracas 1972 nel doppio[2])

### Europei
- 1 medaglia:
  - 1 bronzo (Cascais 1971 nel doppio[2])